# Monument Japanse vrouwenkampen

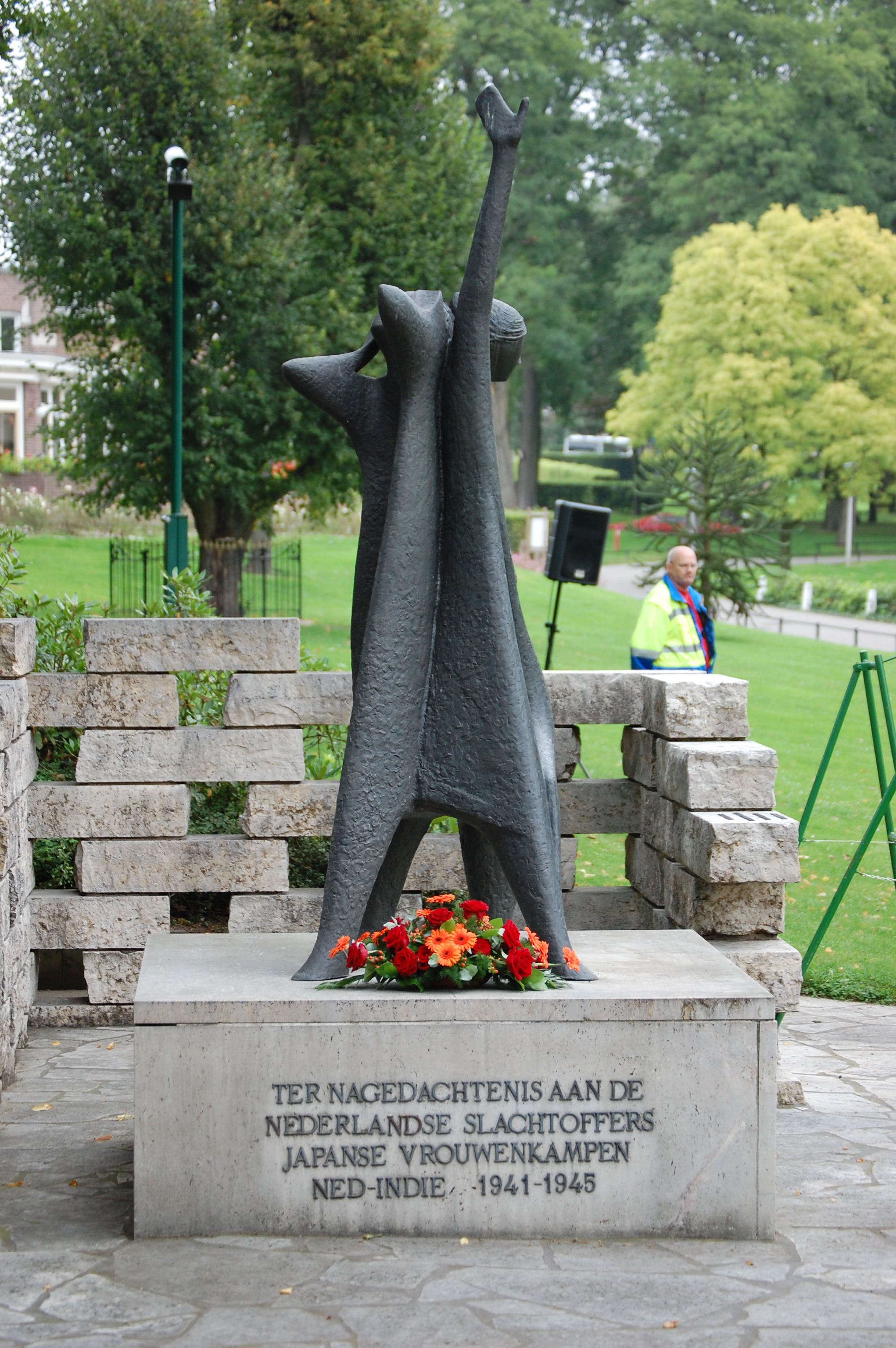
Monument Vrouwenkampen

Het Monument Japanse vrouwenkampen werd op 15 december 1971 door koningin Juliana in Apeldoorn onthuld. Na vernieling door vandalen is het monument in 1985 op Bronbeek herplaatst. Het beeld dat is ontworpen en vervaardigd door Frank Nix, toont twee gestileerde vrouwen en een kind achter de omheining van het vrouwenkamp. Het monument is opgericht ter herdenking van de slachtoffers in de Japanse vrouwenkampen.
Bij het monument wordt elk jaar op 15 augustus een herdenkingsreünie gehouden.